# František Hanzlík (herec)
František Hanzlík (1. prosince 1914 Praha – 8. května 1995 Praha) byl český divadelní a filmový herec a kabaretiér. 

## Životopis
Jeho otec František (1884–?) byl vojenským hudebníkem, matka Marie, roz. Teršové (1892–1916) brzy zemřela a syna pak vychovávala babička. Sestrou jeho otce byla operetní subreta Růžena H.-Vodílková (1882–1961). 
V mládí navštěvoval soukromou pěveckou a dramatickou školu Jetty Kurzové-Peršlové a statoval v pražských divadlech. V roce 1934 nastoupil u Východočeského divadla v Pardubicích, v letech 1936–44 byl v Divadle pražských předměstí (Divadelní společnost J. Macháčka).
Po válce vystupoval v Armádním uměleckém souboru Víta Nejedlého a krátce v divadle Urania. Následně byl členem souboru divadla v Českém Těšíně, divadla v Kolíně a od roku 1949 působil na Kladně. V divadle na Kladně hrál, režíroval operu a operetu a krátce operetu také vedl.  
V roce 1953 založil svůj vlastní soubor (působily zde mj. Hana Vítová, Věra Ferbasová, aj. ) a začal se věnovat kabaretu. Scénáře i texty kupletů většinou psal sám. Působil mj. v Alhambře, v sále pivovaru u sv. Tomáše na Malé Straně, v Šantánu u Prašné brány, který sám založil  a v Kabaretu U Fleků.
Byl dvakrát ženatý, s první manželkou Ludmilou měl syna Jaromíra (* 1948), pozdějšího českého herce. 
Od roku 1965 vystupoval také v epizodních úlohách ve filmu a později i v televizních seriálech. V roce 1965 ve filmu Finský nůž účinkoval poprvé se svým synem Jaromírem. Pro film také příležitostně navrhoval kostýmy (např. Tři přání, 1958, spoluautor kostýmů).

## Filmografie, výběr
- 1965 Finský nůž, role: spisovatel, režie Zdenek Sirový
- 1969 Slasti otce vlasti, komorník, režie Karel Steklý
- 1970 Na kolejích čeká vrah, železničář, režie Josef Mach
- 1974 Robinsonka, Benýšek, režie Karel Kachyňa
- 1976 Případ mrtvých spolužáků, strážný, režie Dušan Klein
- 1979 Lásky mezi kapkami deště, galerista, režie Karel Kachyňa
- 1982 Malý pitaval z velkého města, díl "Aranžér", děda na chodbě, režie Jaroslav Dudek
- 1988 Dotyky, zákazník Lukášek, režie Vladimír Drha
- 1989 Případ pro zvláštní skupinu, díl "Neznámá kráska a myslitel", režie Jaroslav Dudek